# Steve Bullock
Pour les articles homonymes, voir Steve Bullock (homonymie) et Bullock.
Stephen Clark Bullock, dit Steve Bullock, né le 11 avril 1966 à Missoula (Montana), est un homme politique et avocat américain, membre du Parti démocrate et gouverneur du Montana de 2013 à 2021.

## Biographie

### Carrière privée
Steve Bullock grandit à Helena, capitale du Montana. Diplômé d'un doctorat en droit de la Columbia Law School, il travaille pour le secrétariat d'État puis le département de la Justice du Montana jusqu'en 2001. En 2000, il se porte candidat à la fonction de procureur général du Montana mais perd la primaire démocrate face à Mike McGrath, qui est par la suite élu.
Bullock déménage par la suite à Washington, D.C. pour travailler pour le cabinet d'avocats Steptoe & Johnson. En parallèle, il est professeur de droit adjoint à l'université George-Washington. En 2004, il retourne au Montana pour fonder son propre cabinet.

### Engagement politique
Bullock exerce la fonction de procureur général du Montana de 2009 à 2013, succédant à son ancien rival Mike McGrath. Lors des élections de 2012, il est élu gouverneur de l'État en battant de justesse Rick Hill, candidat du Parti républicain, par 48,9 % des voix contre 47,3 %. Il entre en fonction le 7 janvier 2013 pour un mandat de 4 ans.
Il est candidat à un second mandat lors des élections de 2016. En dépit de la bonne santé économique de l'État et une cote de popularité supérieure à 60 %, Bullock est menacé dans un Montana favorable aux républicains. Il est réélu avec 50,2 % des suffrages contre 46 % pour l'homme d'affaires Greg Gianforte, candidat du Parti républicain. Le même jour, les républicains accroissent leur majorité au sein de la législature du Montana et Donald Trump remporte l'État avec 21 points d'avance sur Hillary Clinton durant l'élection présidentielle de 2016.

Résultats de l'élection du gouverneur du Montana en 2012, par comté.
Résultats de l'élection du gouverneur du Montana en 2016, par comté.

Le 22 janvier 2018, il promulgue un texte s'opposant à la fin de la neutralité du Net décidée par Donald Trump.
La loi électorale du Montana ne lui permet pas de se présenter à un troisième mandat de gouverneur en 2020. En mai 2019, il annonce sa candidature aux primaires démocrates pour l'élection présidentielle de 2020. Crédité d'environ 1 % dans les sondages, il se retire de la course le 2 décembre 2019.
Après avoir longtemps refusé d'être candidat, il lance finalement sa campagne pour entrer au Sénat des États-Unis en mars 2020 face au sénateur républicain sortant Steve Daines, lequel le défait par 55 % des voix en novembre suivant.